# Dorylinae
Dorylines
Sous-famille
Synonymes
- sous-famille Aenictinae[1]
- sous-famille Aenictogitoninae[1]
- sous-famille Cerapachyinae[1]
- sous-famille Ecitoninae[1]
- sous-famille Leptanilloidinae[1]
- tribu Acanthostichini[1]
- tribu Cerapachyini[1]
- tribu Cheliomyrmecini[1]
- tribu Cylindromyrmecini[1]
- tribu Ecitonini[1]

Les Dorylinae ou dorylines sont une sous-famille de fourmis.

## Liste des genres
Selon BioLib (1 août 2020) :
- genre Acanthostichus Mayr, 1887
- genre Aenictogiton Emery, 1901
- genre Aenictus Shuckard, 1840
- genre Cerapachys Smith, 1857
- genre Cheliomyrmex Mayr, 1870
- genre Chrysapace Crawley, 1924
- genre Cylindromyrmex Mayr, 1870
- genre Dorylus Fabricius, 1793 - fourmis légionnaires ou magnans d'Afrique
- genre Eburopone Borowiec, 2016
- genre Eciton Latreille, 1804
- genre Eusphinctus Emery, 1893
- genre Labidus Jurine, 1807
- genre Leptanilloides Mann, 1923
- genre Lioponera Mayr, 1879
- genre Lividopone Bolton & Fisher, 2016
- genre Neivamyrmex Borgmeier, 1940
- genre Neocerapachys Borowiec, 2016
- genre Nomamyrmex Borgmeier, 1936
- genre Ooceraea Roger, 1862
- genre Parasyscia Emery, 1882
- genre Procerapachys W.M. Wheeler, 1915 †
- genre Simopone Forel, 1891
- genre Sphinctomyrmex Mayr, 1866
- genre Syscia Roger, 1861
- genre Tanipone Bolton & Fisher, 2012
- genre Vicinopone Bolton & Fisher, 2012
- genre Yunodorylus Z. Xu, 2000
- genre Zasphinctus W.M. Wheeler, 1918